# ثريا الرومية
ثريا الرومية كما هو مذكور في المصادر العربية اسمها الأصلي ايزابيلا دي سوليس أُخذت أسيرة في معركة من المعارك وهي صبية صغيرة، اعتنقت الإسلام وسميت ثريا وأُلحقت وصيفة داخل قصر الحمراء، فهام أبو الحسن ملك غرناطة بجمالها حباً، ولم يلبث أن تزوجها واصطفاها على زوجته الأميرة عائشة الحرة. كان لها نفوذًا قويًا على زوجها. لعبت ثريا دورًا بارزًا وهامًا في اللحظات الأخيرة من وجود غرناطة، وكان لها أثرا سيِّئاً على تماسك مملكة غرناطة.

## حياتها
كانت دي سوليس ابنة النبيل القشتالي سانشو خيمينيز دي سوليس. عندما رفض الملك الجديد في غرناطة الاستمرار في دفع الجزية لتاج قشتالة، بدأت الجيوش المسيحية بالإغارة على مملكة غرناطة. بدأ الزغل، شقيق السلطان، في شن غارات على قشتالة. في إحدى هذه المناسبات ، تم إلقاء القبض على إيزابيل دي سوليس أثناء لجوئها إلى كنيسة. في ذلك الوقت، كان ممارسة شائعة لفدية السجناء الذين تم القبض عليهم الذين جاءوا من عائلات نبيلة. ومع ذلك، على الرغم من أن دي سولي نبيل بالمولد، رفضت عائلتها دفع الفدية بسبب سلوكها الثائر السابق تجاه والدها، الذي كان قد أدانها أن تعيش في دير لباقي حياتها.
ولهذا السبب، تم نقلها إلى قصر الحمراء في غرناطة وبيعها كجارية لأبو الحسن علي ، سلطان غرناطة. أصبحت دي سولي واحدة من محظيات السلطان، ولكن أبو الحسن علي وقع في حبها وتزوجها، بعد أن طرد زوجته الأولى عائشة الحرة من القصر.
عند اعتناق دي سولي الإسلام، أخذت اسم ثريا أو الزوراء في إحدى الروايات. كان لها ولدان مع السلطان، نصر وسعيد. ولأن العمر قد تقدم بالملك وتولعه بها أصبحت تدير شؤونه الخاصة ولقلق ثريا الرومية على مصير ولديها ولكونها طموحة قدر جمالها أرادت أن تؤمن مستقبلهما وترى أحدهما ملكا على عرش غرناطة. و أخذت تقلب أبو الحسن على أبنائه من زوجته الأولى عائشة الحرة.
وبنفس القدر جعلت الملك يحتجز ضرتها عائشة الحرة مع ولديها في برج داخل قصر الحمراء، بعد فترة علمت السلطانة عائشة من أحد خدمها أن الملك و بتأثير من ضرتها ثريا ينوي التخلص من ابنها بيدول ولأنها ذات حنكة و شجاعة رتّبت عائشة طريقة لتهريب ابنها من القصر و بالفعل تمكنت من ذلك.
فإن الشعب ، وخاصة الزعماء الدينيين ، تسبب في حرب أهلية في غرناطة عام 1482. في نهاية المطاف تم عزل أبو الحسن علي من زوجته الأولى عائشة بمساعدة علي عطار أحد أمراء الحرب من لوجا. أُسِرت ثريا الرومية من قبل فصيل عائشة وسمح لها بالعيش بشرط أن يتنازل أبو الحسن علي عن العرش لابنه الزعبي الصغير. في وقت لاحق ، كرّس أبو الحسن علي حياته للقيام بالعديد من الغارات الناجحة على قشتالة ، مما جعله يستعيد شعبيته بين أهل غرناطة. نتيجة لذلك ، انتهى به المطاف بإنقاذ ثريا الرومية واستعادة بعض قوته المفقودة في غرناطة لفترة قصيرة قبل أن يموت. بعد وفاته تحولت ثريا (دي سوليس) وأبنائها إلى الكاثوليكية واتخذوا أسماء خوان الغرناطي [الإسبانية] وهرناندو الغرناطي [الإسبانية].